# Berardo Sbraccia
Berardo (Bernado) Sbraccia (Teramo, 1858 – San Remo, 1936) was een Italiaans componist, muziekpedagoog, dirigent en klarinettist.

## Levensloop
Sbraccia was docent klarinet en dirigent van verschillende harmonieorkesten in de provincie Biella. Met deze harmonieorkesten verzorgde hij een aantal concertseries. Sbraccia was onder anderen van 1886 tot 1897 in Sordevolo en van 1888-1897 in Chiavazza als dirigent actief. In 1897 emigreerde hij naar de Verenigde Staten. In de negenentwintig jaar die hij in de Verenigde Staten doorbracht, werkte hij als dirigent van harmonieorkesten en orkesten en leidde zijn eigen muziekstudio in Union City (New Jersey). Hij was dirigent van het West Hoboken Philharmonic Orchestra. Sbraccia ging terug naar Italië en werd wederom in Sordevolo als dirigent actief. 
Naast bewerkingen van klassieke composities voor harmonieorkest schreef hij ook lichte muziek (dansen, selecties) en marsen voor banda. Zijn bekendste werk is de mars La banda nascente uit 1910 